# Motek (band)
MOTEK is een Belgische postrockband uit Erembodegem en  was de eerste band die werd uitgegeven door het platenlabel Noisome Recordings, een label dat ontstond als samenwerking tussen  EMI Music en het ondertussen stopgezette webmagazine Soundslike.
De single "Tryer" eindigde op de tweede plek in De eindafrekening 2008. 
MOTEK speelde onder meer op Pukkelpop.

## Discografie
| Album met hitnotering(en) in de Vlaamse Ultratop 200 albums | Datum van verschijnen | Datum van binnenkomst | Hoogste positie | Aantal weken | Opmerkingen |
| ----------------------------------------------------------- | --------------------- | --------------------- | --------------- | ------------ | ----------- |
| Motek                                                       | 2006                  |                       |                 |              |             |
| Port Sunshine                                               | 2008                  | 07-06-2008            | 59              | 4            |             |
| Dragons                                                     | 2010                  |                       |                 |              |             |
| Sonder                                                      | 2013                  |                       |                 |              |             |

Compilaties
- Het nummer 'Tryer' werd opgenomen op de verzamelalbums 30 Jaar Studio Brussel - Eigen Kweek, "De Afrekening 44", "100% Belpop", "Humo's Top 2008" en "Bel 2000 - De beste Belpop van 2005 > 2009".